# 極度
| ウィキペディアには「極度」という見出しの百科事典記事はありません（タイトルに「極度」を含むページの一覧/「極度」で始まるページの一覧）。 代わりにウィクショナリーのページ「極度」が役に立つかもしれません。 |